# Istituto d'Istruzione Superiore "Tommaso Salvini"
L'Istituto d'Istruzione Superiore "Tommaso Salvini" è un istituto statale di istruzione superiore che aggrega diversi licei ed istituti tecnici e professionali di Roma.
Prende il nome dalla sede principale di via Tommaso Salvini (nel quartiere Parioli) ed ha anche altre due sedi in via Pietro Antonio Micheli e in via Caposile.
Comprende:
- liceo scientifico "Manfredi Azzarita"
- liceo classico "Goffredo Mameli"
- istituto tecnico commerciale "Antonio Genovesi"
- istituto tecnico per geometri "Giuseppe Valadier"
- istituto professionale per il commercio "Francesco Ferrara"

## Storia
La sede principale dell'istituto, progettata dall'architetto Tullio Passarelli, risale al 1925. Fino al 1972 ha ospitato l'istituto delle Suore dei Sacri Cuori e dell’Adorazione e negli anni settanta è stato acquistato dalla provincia di Roma, che lo aveva assegnato all'istituto tecnico commerciale "Antonio Genovesi" ed alle classi della succursale di via Bezzecca del liceo scientifico statale "Augusto Righi", divenuta in seguito autonoma come liceo scientifico "Manfredi Azzarita".
L'istituto Genovesi ha aperto in seguito una sede succursale in via Venezuela, nel vicino Villaggio Olimpico, che venne successivamente acquisita dal liceo Azzarita. L'istituto Genovesi ha quindi aperto una nuova succursale a Saxa Rubra, in seguito divenuta autonoma come istituto tecnico commerciale "Piero Calamandrei".
Nella seconda metà degli anni novanta, la sede di via Salvini è stata ristrutturata e durante i lavori alcune classi sono state trasferite momentaneamente nel plesso scolastico di via Boccioni, in coabitazione con la scuola media "Ippolito Nievo", in una sede appena ristrutturata a seguito dell'attentato di via Fauro del 15 maggio 1993.
L'istituto di istruzione superiore (IIS) "Salvini 24" è nato, a seguito del piano di dimensionamento scolastico 1999/2000 varato dal ministro dell'istruzione Luigi Berlinguer del secondo governo D'Alema, dall'unione dell'istituto tecnico commerciale "Antonio Genovesi" di via Salvini con l'istituto tecnico per le attività sociali "Angelo Celli" di via Novara.
Il 1 settembre 2003 vi si è associato il liceo scientifico "Manfredi Azzarita". A causa del notevole aumento delle iscrizioni all'istituto, che supera i 1500 studenti, la sede di via Novara si è separata, accorpandosi ad un diverso istituto..
Nel 2010, durante un'occupazione studentesca presso il liceo Azzarita viene rubata la medaglia d'oro al valor militare attribuita postuma al partigiano e capitano di complemento a cui il liceo è intitolato, Manfredi Azzarita, che era stata donata dal padre di questi ed era custodita in una teca in presidenza.
Il 1 settembre 2011 si è unito all'istituto anche il liceo classico "Goffredo Mameli", di via Micheli.
Dall'anno scolastico 2012/2013 l'istituto ha assunto lo status di “Centro internazionale Cambridge”, autorizzato dall'Università di Cambridge alla preparazione e conseguimento di certificazioni internazionali per la lingua inglese
Il 1 settembre 2014 l'istituto di istruzione superiore "Via Luisa di Savoia 14", che comprendeva l'istituto tecnico per geometri "Giuseppe Valadier", l'istituto tecnico commerciale "Maffeo Pantaleoni" e l'istituto professionale per il commercio "Francesco Ferrara", viene aggregato al Salvini.
Con la delibera n. 38 del 16/11/2016 del Consiglio di istituto è stata approvata all'unanimità l'intitolazione della scuola a Tommaso Salvini.